# Odra Opole
Odra Opole – polski klub piłkarski z siedzibą w Opolu, założony 16 czerwca 1945 roku jako Opolski Klub Sportowy Odra. Obecnie występuje w I lidze.
Dawniej był klubem wielosekcyjnym: boks, gimnastyka, hokej na lodzie, narciarstwo alpejskie, piłka ręczna, podnoszenie ciężarów, siatkówka.

## Historia klubu
Nazwy klubu
- 1945–1949: Odra Opole
- 1949–1958: Budowlani Opole
- 1958–1995: Odra Opole
- 1995–1999: Odra-Energetyk Opole
- 1999–2000: Odra/Varta Opole (po fuzji z Vartą Alkaline Namysłów)
- 2000–2001: Ryan Odra Opole (głównym sponsorem był namysłowski browar Ryan)
- 2001–2002: Odra Opole
- 2002–2004: Odra/Unia Opole (po fuzji z Unią Opole)
- 2004–2009: Odra Opole
- 2009–2011: Oderka Opole
- 2011–: Odra Opole[2].

### Lata 1945–1959: Początki klubu

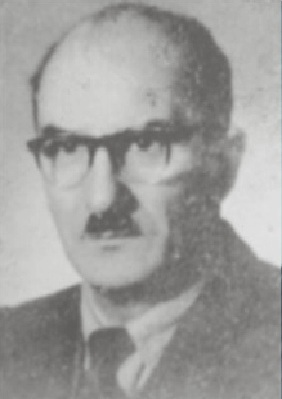
Leonard Olejnik, pierwszy prezes Odry Opole

Dnia 16 czerwca 1945 roku w opolskim ratuszu odbyło się zebranie organizacyjne założycieli pierwszego powojennego polskiego klubu sportowego (pierwsze kluby, m.in. Polski Klub Sportowy w Opolu, powstały w okresie międzywojennym). Przyjął on nazwę Opolski Klub Sportowy „Odra”, a pomysłodawcą założenia klubu był mecenas Leonard Olejnik, który został zarówno pierwszym prezesem nowo powstałego klubu. Pierwszą imprezą zorganizowaną przez klub był bieg uliczny w lipcu tego samego roku. Odra była organizatorem pierwszego błyskawicznego turnieju piłkarskiego w Opolu z udziałem: Chrobrego Groszowice, Rodło Gosławice, KKS Kluczbork oraz miejscowych: Trójki, ZZK, MKS i Lwowianki. Zespoły rywalizowały o puchar przechodni starosty opolskiego. W finale Lwowianka pokonała KKS 1:0. Poza piłkarską, powstały również sekcje lekkiej atletyki oraz tenisowa, a w 1946 roku: bokserska, hokeja na lodzie i siatkówki. W roku 1947 kierownikiem sekcji wybrano Romana Dąbrowskiego, a jego zastępcą został mgr Kowalski. Podczas walnego zebrania sekcji podsumowano rok 1946, informując, że Odra rozegrała 36 spotkań (17 zwycięstw, 4 remisy i 15 porażek).
W 1948 roku nastąpiła fuzja Odry z Klubem Sportowym Chrobry Groszowice. W latach 1948–1958 po połączeniu z Lwowianką Opole klub występował pod nazwą Budowlani Opole.
W 1951 roku pod wodzą Mieczysława Bieńka Budowlani awansowali do II ligi, gdzie po dwóch sezonach po dwumeczu z Włókniarzem Kraków (3:2 oraz 1:1) osiągnęli historyczny awans do ekstraklasy. Pierwszy mecz w najwyższej rozgrywce ligowej „Odra” rozegrała 15 marca 1953 roku w Opolu przeciwko Gwardii Warszawa, który zakończył się dla Odry porażką 1:2. Honorowego gola zdobył Augustyn Poćwa, a Niebiesko-Czerwoni wystąpili w następującym składzie: Rybczyk, Wojtkiewicz, Kania, Skronkiewicz, Trojanowski, Mruczyński, Mielniczek, Poćwa, Klik, Żabicki, Adamiec. Klub z Opola po zaledwie jednym sezonie spadł do II ligi.
W 1954 roku, kiedy Odrze nie udało się awansować do ekstraklasy, w miejsce trenera Czesława Bartolika powrócił Mieczysław Bieniek, a działaczom udaje się pozyskać z Polonii Nysa napastnika Engelberta Jarka i Franciszka Stemplowskiego, który okazuje się później ogromnym wzmocnieniem drużyny prowadzonej przez Mieczysława Bieńka. W sezonie 1955 Odra awansowała I ligi, a Engelbert Jarek z 19 golami został królem strzelców drugiego poziomu rozgrywek oraz dotarła półfinału Pucharu Polski w którym Odra przegrała na wyjeździe z Lechią Gdańsk 0:2.
Kolejne trzy sezony były średnio udane dla drużyny Niebiesko-Czerwonych. Sezon 1956 Odra zakończyła na 7. miejscu. Dnia 26 września 1956 roku w Opolu doszło do bezprecedensowego wydarzenia. Odra Opole rozegrała towarzyski mecz z brazylijskim zespołem AFC America Belo Horizonte. Opolanie przegrali ten mecz 0:3. W sezonie 1957, kiedy to trenerem Odry został Teodor Wieczorek, drużyna z Opola zajęła 10. miejsce w tabeli. W następnym sezonie Odra zajęła 11. miejsce w lidze i spadła do II ligi, by po roku gry znów awansować do ekstraklasy. Najwięcej bramek dla klubu strzelił wówczas Engelbert Jarek – 17 trafień.

### Lata 1960–1975: Czołówka w Polsce
Początki lat 60. były bardzo udane dla klubu. O sile drużyny stanowili m.in.: bramkarz Konrad Kornek, Henryk Szczepański, Norbert Gajda, Henryk Brejza, Engelbert Jarek, którzy również stanowili trzon reprezentacji Polski. W sezonie 1960 Odra Opole prowadzona przez Teodora Wieczorka po zwycięstwie z Ruchem Chorzów 5:2 w 29. kolejce była bliska zdobycia mistrzostwa kraju, ale porażka w ostatniej kolejce z Gwardią Warszawa 0:2 spowodowała, że zespół rozgrywki ligowe zakończył na 4. miejscu.
W latach 1961–1963 Niebiesko-Czerwoni plasowali się w czołówce ekstraklasy. W 1962 roku, Odra Opole po zwycięstwie na Cracovią 3:1 zajęła 3. miejsce w Pucharze Polski. Sezon 1963/1964 był jednym z najlepszych w wykonaniu Niebiesko-Czerwonych. Najpierw drużyna pod wodzą Artura Woźniaka zajęła 3. miejsce w lidze (najwyższe miejsce w historii występów w ekstraklasie) oraz dotarła półfinału Pucharu Intertoto.
| Lp. | Klub               | Mecze | Bramki | Punkty |
| --- | ------------------ | ----- | ------ | ------ |
| 1.  | Górnik Zabrze      | 26    | 59:24  | 40     |
| 2.  | Zagłębie Sosnowiec | 26    | 55:41  | 31     |
| 3.  | Odra Opole         | 26    | 42:31  | 31     |
| 4.  | Legia Warszawa     | 26    | 44:36  | 31     |
| 5.  | Polonia Bytom      | 26    | 40:35  | 27     |
| 6.  | Szombierki Bytom   | 26    | 45:42  | 26     |
| 7.  | Ruch Chorzów       | 26    | 34:38  | 24     |
| 8.  | Unia Racibórz      | 26    | 45:51  | 24     |
| 9.  | Gwardia Warszawa   | 26    | 35:41  | 24     |
| 10. | ŁKS Łódź           | 26    | 27:37  | 23     |
| 11. | Stal Rzeszów       | 26    | 32:44  | 23     |
| 12. | Pogoń Szczecin     | 26    | 29:36  | 21     |
| 13. | Wisła Kraków       | 26    | 29:45  | 21     |
| 14. | Arkonia Szczecin   | 26    | 30:45  | 18     |

Następnie sezony w wykonaniu Odry nie były już takie udane, a w sezonie 1965/1966 zespół spadł do II ligi, ale po znakomitym sezonie 1966/1967 zespół prowadzony przez trenera Tadeusza Forysia powrócił do ekstraklasy. Odra Opole nie była już tak mocną drużyną jak kiedyś. O sile drużyny prowadzonej przez Engelberta Jarka stanowili: bramkarz Andrzej Krupa, Zbigniew Gut, Bogdan Harańczyk, Józef Klose.
W 1972/1973 Odra zajęła ostatnie – 14.miejsce w tabeli, ale względu na rozszerzenie ligi do 16 drużyn, Odra została na następny sezon w ekstraklasie, ale mimo tego i tak zajęła 15. miejsce i spadła II ligi. Po sezonie 1974/1975 Jarek zrezygnował z funkcji trenera „Niebiesko-Czerwonych”.

### Lata 1975–1979: Era Antoniego Piechniczka
W 1975 roku, po rezygnacji trenera Engelberta Jarka, jego miejsce zajął przybyły z BKS Stal Bielsko-Biała Antoni Piechniczek, który już po roku pracy w klubie w znakomitym stylu awansował do ekstraklasy, a Wojciech Tyc wraz z Januszem Kupcewiczem z Arki Gdynia z 14 golami został królem strzelców drugiego poziomu rozgrywek. Sezon 1976/1977 był średnio udany dla Odry i zakończyła go na 12. miejscu.
18 czerwca 1977 Odra Opole po zwycięstwie nad wicemistrzem Polski – Widzewem Łódź 3:1 (2:0) (2 bramki dla Odry strzelił Wojciech Tyc, a jedna padła po strzale samobójczym), zdobyła Puchar Ligi, co zapewniło jej start Pucharze UEFA 1977/1978, w którym uległa w pierwszej rundzie drużynie z NRD, 1. FC Magdeburg (1:2, 1:1). Rozgrywki ligowe w sezonie 1977/1978 drużyna Antoniego Piechniczka zakończyła na dobrym 6. miejscu.
Sezon 1978/1979 zaczął się średnio, ale końcówka rundy jesiennej była dla Odry rewelacyjna. Do najbardziej pamiętnych meczów zalicza się: 29 października 1978 roku w Warszawie mecz z Legią Warszawa wygrany przez Odrę 5:3 po hat tricku Alfreda Bolcka oraz bramkach Wiesława Korka i Wojciecha Tyca, mimo iż przegrywali 1:3 oraz dnia 19 listopada 1978 roku w Opolu z Ruchem Chorzów, który Odra wygrała 3:1 po bramkach Zbigniewa Kwaśniewskiego, Romana Wójcickiego i Wojciecha Tyca i Odra w ten sposób zapewniła sobie tytuł mistrza jesieni. Jednak runda wiosenna nie była już tak udana jak runda jesienna i rozgrywki ligowe Odra zakończyła na 5. miejscu, a trener Antoni Piechniczek podał się do dymisji.

### Lata 1980–1999: II i III liga
Następne sezony dla Odry nie były już takie udane. Sezon 1979/1980 Odra Opole pod wodzą trenera Józefa Zwierzyny zajęła 9. miejsce w tabeli, które jest zasługą świetnej gry obrońców „Niebiesko-Czerwonych”, a najlepszym strzelcem zespołu był Alfred Bolcek – 6 goli.
Sezon 1980/1981 jest jak na razie ostatnim sezonem Odry w I lidze. Pod wodzą czechosłowackiego trenera Józefa Stanko, a następnie Grzegorza Polakowa bilans meczów wygląda następująco: 6 zwycięstw – 6 remisów – 18 porażek. Ostatni mecz Odry w ekstraklasie miał miejsce dnia 14 czerwca 1981 roku w Warszawie. Wtedy Odra grała z Legią Warszawa, a mecz zakończył się remisem 1:1, a bramkę zdobył Wojciech Tyc. Najlepszymi strzelcami zespołu okazali się Andrzej Przenniak i Wojciech Tyc – 5 bramek.
Następne sezony w wykonaniu Odry były coraz słabsze aż w 1984 roku po raz pierwszy w historii spadła do III ligi. Po roku gry w lidze w sezonie 1984/1985 Odra Opole wróciła w szeregi II ligi, odnosząc m.in. zwycięstwo z drużyną WKS Wieluń 13:0 – najwyższe zwycięstwo Odry w historii. W sezonie 1985/1986 Odra ponownie spadła do III ligi, a trenera Ireneusza Browarskiego zastąpili słynni piłkarze Odry – Antoni Kot i Andrzej Krupa, którzy ponownie wprowadzili Odrę do II ligi, ale już po roku Odra ponownie spadła do III ligi przez dziewięć lat trenerzy: najpierw Wojciech Tyc (1988–1991), potem Wiesław Łucyszyn (1991–1996) nie potrafili awansować z Odrą do II ligi, aż ta sztuka udała się Zygfrydowi Blautowi, który w sezonie 1996/1997 awansował do drugiej ligi.
W sezonie 1997/1998 Odra zajęła 17. miejsce w lidze co oznaczało spadek do niższej ligi. Jednak już po kilku miesiącach dzięki dokonanej przez biznesmena Ryszarda Raczkowskiego fuzji z Vartą Alkaline Namysłów drużyna z Opola powróciła do ligi gdy jeszcze trwał sezon 1998/1999 i występowała w niej pod nazwą Odra/Varta Opole. Niebawem sponsorem klubu został namysłowski browar, funkcjonujący wówczas pod nazwą Ryan. Stąd też występy Odry w sezonie 2000/01 pod nazwą Ryan Odra Opole.

### Od 2000 roku
Na początku XXI wieku prezesem Odry Opole był Ryszard Niedziela, właściciel sklepów Spar w Opolu, którego kierowała zbyt duża ambicja osiągnięcia sukcesu sportowego. Runda jesienna sezonu 2000/2001 była rewelacyjna w wykonaniu Odry (13 zwycięstw, 3 remisy, 3 porażki) i zajmowała 1. miejsce w tabeli. Ale wiosna nie była już tak udana, Odra Opole zajęła 4. miejsce w lidze i nie awansowała do ekstraklasy. Po latach na jaw wyszło, że runda jesienna była udana dzięki współpracy Niedzieli z Ryszardem Forbrichem ps. „Fryzjer”, którą Niedziela opisał w książce „Mafia Fryzjera”. W sezonie 2001/2002 drużyna spadła do III ligi. W okresie występów w III lidze najlepszym zawodnikiem Niebiesko-Czerwonych był Józef Żymańczyk, który jest nazywany przez kibiców i działaczy „symbolem” klubu.
Na koniec sezonu 2005/2006 zajęła drugie miejsce w trzecioligowej tabeli i po rozegraniu dwumeczu barażowego z Radomiakiem Radom awansowała do II ligi (obydwa spotkania zakończyły się wynikiem 1:1 i o awansie zadecydowały rzuty karne wygrane przez Odrę w stosunku 4:2). W okresie gry Odry w II lidze, jej najlepszym zawodnikiem był Nigeryjczyk Hugo Enyinnaya. W październiku 2006 roku, po raz pierwszy w historii klubu prezesem został obcokrajowiec – Holender Guido Vreuls.
9 stycznia 2008, trenerem Odry został Rob Delahaije, pierwszy holenderski trener polskiego klubu w historii polskiej piłki nożnej. Prowadził zespół w sześciu ligowych meczach, z których 4 zremisował, a 2 przegrał. 16 kwietnia 2008 Guido Vreuls zrezygnował z funkcji prezesa klubu, a wraz z nim trener Delahaije.
W 2009 roku, ze względu na zadłużenie klubu, które spowodowało cofnięcie licencji na występy w I lidze, oraz brak możliwości spłacenia zaległości, klub został postawiony w stan upadłości. W miejsce upadającego klubu powstało Stowarzyszenie Kultury Fizycznej „Oderka” Opole, zarejestrowane 16 czerwca 2009 w opolskim urzędzie miasta, mające kontynuować tradycje klubu. Prezesem został wówczas Mariusz Gnoiński, właściciel prywatnej przychodni rehabilitacyjnej, trener odnowy biologicznej i piłkarz rezerw Odry. 14 czerwca 2011 walne zebranie zdecydowało o powrocie do nazwy Odra Opole.
Nowy zespół przystąpił do rozgrywek IV ligi, gr. opolskiej. W pierwszym sezonie Oderka zdobyła 81 punktów, wygrywając grupę i awansując do III ligi, gr. opolsko-śląskiej. W niej występowała przez 3 następne sezony, wygrywając ostatecznie grupę w sezonie 2012/13 i awansując do II ligi, gr. zachodniej. Na III szczeblu rozgrywkowym zespół spędził tylko sezon, zajmując 12. miejsce w zachodniej grupie II ligi i spadając ponownie do III ligi. Powrót na III szczebel zajął Odrze 2 sezony, zajmując najpierw 2., a potem 1. miejsce w opolsko-śląskiej grupie III ligi. Po zwycięstwie grupy drużyna z Opola pokonała ponadto Vinetę Wolin, co umożliwiło awans do II ligi. W sezonie 2016/17 jako beniaminek II ligi zespół zajął 2. miejsce i awansował do I ligi, gdzie występuje obecnie. W czerwcu 2023 podpisano formalną umowę o współpracy pomiędzy Odrą Opole i Pogonią Prudnik.

## Klub w rozgrywkach

### Sezon po sezonie
| Sezon     | Rozgrywki ligowe                     | Rozgrywki ligowe | Rozgrywki ligowe | Rozgrywki ligowe | Rozgrywki ligowe | Rozgrywki ligowe | Rozgrywki ligowe | Rozgrywki ligowe | Rozgrywki ligowe | Rozgrywki ligowe | Puchar Polski (rozgrywki centralne) | Puchar Ligi    | Najlepszy strzelec (rozgrywki ligowe)                             |
| Sezon     | Poziom                               | Msc              | M                | Z                | R                | P                | GZ               | GS               | BG               | Pkt              | Puchar Polski (rozgrywki centralne) | Puchar Ligi    | Najlepszy strzelec (rozgrywki ligowe)                             |
| --------- | ------------------------------------ | ---------------- | ---------------- | ---------------- | ---------------- | ---------------- | ---------------- | ---------------- | ---------------- | ---------------- | ----------------------------------- | -------------- | ----------------------------------------------------------------- |
| 1951      | II liga gr. 3                        | 5.               | 14               | 6                | 1                | 7                | 28               | 26               | +2               | 13               | –                                   | Nie rozgrywano | Rudolf Czech (12 goli)                                            |
| 1952      | II liga gr. 3                        | 1.               | 18               | 12               | 2                | 4                | 51               | 22               | +29              | 26               | 5R                                  | –              | Franciszek Klik (15)                                              |
| 1953      | I liga                               | 11.              | 22               | 4                | 8                | 10               | 25               | 38               | –13              | 16               | –                                   | Nie rozgrywano | Franciszek Klik Stanisław Mielniczek (po 6)                       |
| 1954      | II liga                              | 8.               | 20               | 5                | 5                | 10               | 23               | 35               | –12              | 15               | 1/8                                 | Nie rozgrywano | Marian Kucharski (8)                                              |
| 1955      | II liga                              | 1.               | 26               | 17               | 6                | 3                | 58               | 30               | +28              | 40               | 1/2                                 | Nie rozgrywano | Engelbert Jarek (19)                                              |
| 1956      | I liga                               | 7.               | 22               | 8                | 4                | 10               | 34               | 41               | –7               | 20               | 1/4                                 | Nie rozgrywano | Engelbert Jarek (9)                                               |
| 1957      | I liga                               | 10.              | 22               | 8                | 2                | 12               | 27               | 48               | –21              | 18               | RW                                  | Nie rozgrywano | Wilhelm Spałek (9)                                                |
| 1958      | I liga                               | 11.              | 22               | 7                | 4                | 11               | 23               | 36               | –13              | 18               | –                                   | Nie rozgrywano | Engelbert Jarek (7)                                               |
| 1959      | II liga gr. pn.                      | 1.               | 22               | 15               | 6                | 1                | 49               | 9                | +40              | 36               | –                                   | Nie rozgrywano | Engelbert Jarek (17)                                              |
| 1960      | I liga                               | 4.               | 22               | 10               | 7                | 5                | 43               | 28               | +15              | 27               | –                                   | Nie rozgrywano | Engelbert Jarek (15)                                              |
| 1961      | I liga                               | 6.               | 26               | 9                | 10               | 7                | 51               | 35               | +16              | 28               | –                                   | Nie rozgrywano | Norbert Gajda (17)                                                |
| 1962      | I liga                               | 4.               | 14               | 7                | 2                | 5                | 18               | 12               | +6               | 14               | 3                                   | Nie rozgrywano | Norbert Gajda (10)                                                |
| 1962/1963 | I liga                               | 5.               | 26               | 12               | 5                | 9                | 29               | 27               | +2               | 29               | 1/16                                | Nie rozgrywano | Norbert Gajda (9)                                                 |
| 1963/1964 | I liga                               | 3.               | 26               | 12               | 7                | 7                | 42               | 31               | +11              | 31               | 1/8                                 | Nie rozgrywano | Engelbert Jarek (11)                                              |
| 1964/1965 | I liga                               | 10.              | 26               | 8                | 8                | 10               | 26               | 35               | –9               | 24               | 1/16                                | Nie rozgrywano | Norbert Gajda (6)                                                 |
| 1965/1966 | I liga                               | 13.              | 26               | 7                | 6                | 13               | 26               | 40               | –14              | 20               | 1/8                                 | Nie rozgrywano | Engelbert Jarek (9)                                               |
| 1966/1967 | II liga                              | 2.               | 30               | 16               | 9                | 5                | 43               | 17               | +26              | 41               | 1/2                                 | Nie rozgrywano | Manfred Urbas (14)                                                |
| 1967/1968 | I liga                               | 10.              | 26               | 7                | 9                | 10               | 20               | 33               | –13              | 23               | 1/8                                 | Nie rozgrywano | Józef Klose (6)                                                   |
| 1968/1969 | I liga                               | 9.               | 26               | 8                | 8                | 10               | 28               | 33               | –5               | 24               | 1/16                                | Nie rozgrywano | Manfred Urbas (6)                                                 |
| 1969/1970 | I liga                               | 13.              | 26               | 6                | 9                | 11               | 22               | 36               | –14              | 21               | 1/8                                 | Nie rozgrywano | Manfred Urbas (7)                                                 |
| 1970/1971 | II liga                              | 1.               | 30               | 18               | 7                | 5                | 40               | 16               | +24              | 43               | 1/8                                 | Nie rozgrywano | Józef Klose (7)                                                   |
| 1971/1972 | I liga                               | 7.               | 26               | 9                | 9                | 8                | 25               | 27               | –2               | 27               | 1/16                                | Nie rozgrywano | Ernest Powieczko (8)                                              |
| 1972/1973 | I liga                               | 14.              | 26               | 3                | 12               | 11               | 21               | 36               | –15              | 18               | 1/16                                | Nie rozgrywano | Józef Klose (6)                                                   |
| 1973/1974 | I liga                               | 15.              | 30               | 6                | 12               | 12               | 25               | 37               | –12              | 24               | 1/16                                | Nie rozgrywano | Wojciech Tyc (6)                                                  |
| 1974/1975 | II liga gr. płd.                     | 4.               | 30               | 11               | 11               | 8                | 39               | 22               | +17              | 33               | –                                   | Nie rozgrywano | Wojciech Tyc (11)                                                 |
| 1975/1976 | II liga gr. płd.                     | 1.               | 30               | 21               | 7                | 2                | 52               | 8                | +44              | 49               | 1/4                                 | Nie rozgrywano | Wojciech Tyc (14)                                                 |
| 1976/1977 | I liga                               | 12.              | 30               | 8                | 10               | 12               | 36               | 39               | –3               | 26               | –                                   | Z              | Wojciech Tyc (12)                                                 |
| 1977/1978 | I liga                               | 6.               | 30               | 13               | 4                | 13               | 35               | 31               | +4               | 30               | 1/8                                 | FG             | Wojciech Tyc (8)                                                  |
| 1978/1979 | I liga                               | 5.               | 30               | 14               | 6                | 10               | 42               | 28               | +14              | 34               | 1/16                                | Nie rozgrywano | Alfred Bolcek (11)                                                |
| 1979/1980 | I liga                               | 9.               | 30               | 10               | 11               | 9                | 21               | 26               | –5               | 31               | 1/4                                 | Nie rozgrywano | Alfred Bolcek (6)                                                 |
| 1980/1981 | I liga                               | 16.              | 30               | 6                | 6                | 18               | 26               | 43               | –17              | 18               | 1/2                                 | Nie rozgrywano | Andrzej Przenniak Wojciech Tyc (po 5)                             |
| 1981/1982 | II liga gr. 1                        | 9.               | 30               | 11               | 9                | 10               | 44               | 35               | +9               | 31               | 1/16                                | Nie rozgrywano | Wiesław Korek (12)                                                |
| 1982/1983 | II liga gr. 1                        | 12.              | 30               | 11               | 7                | 12               | 36               | 46               | –10              | 29               | 2R                                  | Nie rozgrywano | Alfred Bolcek Piotr Cyrys (po 7)                                  |
| 1983/1984 | II liga gr. 1                        | 13.              | 30               | 9                | 9                | 12               | 29               | 30               | –1               | 18               | 3R                                  | Nie rozgrywano | Piotr Cyrys (8)                                                   |
| 1984/1985 | III liga gr. 5                       | 1.               | 30               | 18               | 8                | 4                | 71               | 18               | +53              | 44               | 2R                                  | Nie rozgrywano | b.d.                                                              |
| 1985/1986 | II liga gr. 1                        | 14.              | 30               | 8                | 12               | 10               | 38               | 35               | +3               | 28               | 3R                                  | Nie rozgrywano | b.d.                                                              |
| 1986/1987 | III liga gr. 5                       | 1.               | 30               | 20               | 6                | 4                | 41               | 13               | +28              | 46               | 4R                                  | Nie rozgrywano | b.d.                                                              |
| 1987/1988 | II liga gr. 1Baraże o II ligę        | 13.↓             | 302              | 100              | 50               | 152              | 250              | 343              | –9–3             | 25–              | –                                   | Nie rozgrywano | b.d.                                                              |
| 1988/1989 | III liga gr. 5                       | 3.               | 26               | 17               | 4                | 5                | 51               | 15               | +36              | 38               | 5R                                  | Nie rozgrywano | b.d.                                                              |
| 1989/1990 | III liga gr. 3                       | 8.               | 38               | 16               | 12               | 10               | 57               | 48               | +9               | 44               | 3R                                  | Nie rozgrywano | b.d.                                                              |
| 1990/1991 | III liga gr. gn-śl.                  | 10.              | 30               | 10               | 10               | 10               | 37               | 42               | –5               | 30               | 1R                                  | Nie rozgrywano | b.d.                                                              |
| 1991/1992 | III liga gr. gn-śl.                  | 5.               | 34               | 14               | 10               | 10               | 52               | 45               | +7               | 38               | –                                   | Nie rozgrywano | b.d.                                                              |
| 1992/1993 | III liga gr. gn-śl.                  | 2.               | 34               | 16               | 12               | 6                | 53               | 25               | +28              | 44               | RW                                  | Nie rozgrywano | b.d.                                                              |
| 1993/1994 | III liga gr. gn-śl.                  | 11.              | 34               | 12               | 8                | 14               | 46               | 44               | +2               | 32               | –                                   | Nie rozgrywano | b.d.                                                              |
| 1994/1995 | III liga gr. gn-śl.                  | 12.              | 34               | 11               | 10               | 13               | 44               | 37               | +7               | 32               | –                                   | Nie rozgrywano | b.d.                                                              |
| 1995/1996 | III liga gr. gn-śl.                  | 4.               | 34               | 15               | 8                | 11               | 42               | 36               | +6               | 53               | –                                   | Nie rozgrywano | b.d.                                                              |
| 1996/1997 | III liga gr. gn-śl.                  | 1.               | 34               | 18               | 11               | 5                | 57               | 31               | +26              | 65               | RW                                  | Nie rozgrywano | b.d.                                                              |
| 1997/1998 | II liga                              | 17.              | 32               | 8                | 8                | 16               | 27               | 40               | –13              | 32               | 3R                                  | Nie rozgrywano | Józef Żymańczyk (16)                                              |
| 1998/1999 | II liga                              | 4.               | 26               | 12               | 4                | 10               | 37               | 31               | +6               | 40               | 2R                                  | Nie rozgrywano | Ferdinand Chi Fon (6)                                             |
| 1999/2000 | II liga                              | 8.               | 46               | 19               | 11               | 16               | 48               | 48               | 0                | 68               | 2R                                  | Nie rozgrywano | Marian Kucharski (9)                                              |
| 2000/2001 | II liga                              | 4.               | 38               | 19               | 10               | 9                | 48               | 28               | +20              | 67               | 1/2                                 | 2R             | Dariusz Solnica (16)                                              |
| 2001/2002 | II liga                              | 18.              | 38               | 12               | 5                | 21               | 40               | 61               | –21              | 41               | 2R                                  | 2R             | Józef Żymańczyk (6)                                               |
| 2002/2003 | III liga gr. 3                       | 5.               | 30               | 14               | 11               | 5                | 44               | 26               | +18              | 53               | RW                                  | Nie rozgrywano | Józef Żymańczyk (16)                                              |
| 2003/2004 | III liga gr. 3                       | 4.               | 30               | 15               | 4                | 11               | 36               | 30               | +6               | 49               | –                                   | Nie rozgrywano | Marcin Rogowski Piotr Sobotta (po 7)                              |
| 2004/2005 | III liga gr. 3                       | 12.              | 30               | 9                | 10               | 11               | 26               | 26               | 0                | 37               | –                                   | Nie rozgrywano | Łukasz Dzierżęga Piotr Sobotta (po 5)                             |
| 2005/2006 | III liga gr. 3Baraże o II ligę       | 2.↑              | 302              | 140              | 122              | 40               | 402              | 202              | +200             | 54–              | 1R                                  | Nie rozgrywano | Wojciech Dzierżenga (11)                                          |
| 2006/2007 | II liga                              | 10.              | 34               | 10               | 11               | 13               | 29               | 35               | –6               | 41               | –                                   | Nie rozgrywano | Hugo Enyinnaya (9)                                                |
| 2007/2008 | II liga                              | 13.              | 34               | 8                | 11               | 15               | 28               | 39               | –11              | 35               | 1/8                                 | Nie rozgrywano | Hugo Enyinnaya (8)                                                |
| 2008/2009 | I liga                               | 17.              | 34               | 6                | 7                | 21               | 22               | 51               | –29              | 25               | 1/8                                 | Nie rozgrywano | Marcin Józefowicz (6)                                             |
| 2009/2010 | IV liga gr. op.                      | 1.               | 30               | 26               | 3                | 1                | 84               | 14               | +70              | 81               | –                                   | Nie rozgrywano | Wojciech Ścisło (21)                                              |
| 2010/2011 | III liga gr. op.-śl.                 | 5.               | 30               | 14               | 9                | 7                | 43               | 25               | +18              | 51               | –                                   | Nie rozgrywano | Adam Setla (9)                                                    |
| 2011/2012 | III liga gr. op.-śl.                 | 6.               | 30               | 12               | 11               | 7                | 46               | 33               | +13              | 47               | –                                   | Nie rozgrywano | Tadeusz Tyc (21)                                                  |
| 2012/2013 | III liga gr. op.-śl.                 | 1.               | 30               | 18               | 8                | 4                | 53               | 23               | +30              | 62               | –                                   | Nie rozgrywano | Adam Setla (12)                                                   |
| 2013/2014 | II liga gr. zach.                    | 12.              | 34               | 10               | 13               | 11               | 36               | 40               | –4               | 43               | 1/32                                | Nie rozgrywano | Marcin Kocur (7)                                                  |
| 2014/2015 | III liga gr. op.-śl.                 | 2.               | 38               | 26               | 7                | 5                | 84               | 32               | +48              | 85               | RW (2T)                             | Nie rozgrywano | Marek Gładkowski (17)                                             |
| 2015/2016 | III liga gr. op.-śl.Baraże o II ligę | 1.↑              | 302              | 192              | 90               | 20               | 634              | 171              | +46+3            | 66–              | RW                                  | Nie rozgrywano | Waldemar Gancarczyk (11)                                          |
| 2016/2017 | II liga                              | 2.               | 34               | 21               | 8                | 5                | 69               | 34               | +35              | 71               | RW                                  | Nie rozgrywano | Marcin Wodecki (15)                                               |
| 2017/2018 | I liga                               | 11.              | 34               | 12               | 9                | 13               | 37               | 43               | –6               | 45               | RW                                  | Nie rozgrywano | Marcin Wodecki (9)                                                |
| 2018/2019 | I liga                               | 12.              | 34               | 10               | 10               | 14               | 38               | 43               | –5               | 40               | 1/4                                 | Nie rozgrywano | Szymon Skrzypczak (9)                                             |
| 2019/2020 | I liga                               | 13.              | 34               | 11               | 9                | 14               | 33               | 39               | –6               | 42               | 1/4                                 | Nie rozgrywano | Arkadiusz Piech (7)                                               |
| 2020/2021 | I liga                               | 8.               | 34               | 13               | 10               | 11               | 35               | 41               | –6               | 49               | 1R                                  | Nie rozgrywano | Konrad Nowak (6)                                                  |
| 2021/2022 | I ligaBaraże o Ekstraklasę           | 5.↔              | 34 1             | 14 0             | 9 0              | 11 1             | 51 0             | 46 3             | +5 –3            | 51 –             | 1R                                  | Nie rozgrywano | Tomáš Mikinič (10)                                                |
| 2022/2023 | I liga                               | 15.              | 34               | 10               | 7                | 17               | 39               | 48               | –9               | 37               | 1R                                  | Nie rozgrywano | Mateusz Marzec Borja Galán Mateusz Kamiński Rafał Niziołek (po 4) |
| 2023/2024 | I liga Baraże o Ekstraklasę          | 6.↔              | 34 1             | 15 0             | 8 0              | 11 1             | 42 2             | 32 4             | +10 –2           | 53 –             | 1R                                  | Nie rozgrywano | Borja Galán (8)                                                   |
| 2024/2025 | I liga                               | 14.              | 34               | 7                | 9                | 18               | 31               | 61               | –30              | 30               | 1/16                                | Nie rozgrywano | Edvin Muratović (6)                                               |

Odra Opole rozegrała 22 sezony w najwyższej klasie rozgrywkowej. Statystyki w ekstraklasie – 564 mecze: 182 zwycięstwa, 159 remisów i 223 porażki, bramki 645–740. W drugim poziomie rozgrywkowym Odra występowała w 22 sezonach. Bilans występów – 652 mecze: 264 zwycięstwa, 163 remisy i 225 porażek, bramki 834–698.
Najlepszym zawodnikiem Odry w historii jej występów w ekstraklasie jest Engelbert Jarek (92 gole).
| Bilans Odry Opole w Ekstraklasie |            |        |         |         |        |
| Mecze                            | Zwycięstwa | Remisy | Porażki | Bramki  | Punkty |
| 564                              | 182        | 159    | 223     | 645:740 | 523    |

### Europejskie puchary
Legenda do wszystkich tabel:
- Q – runda eliminacyjna, 1/16, 1/8, 1/4, 1/2 – odpowiednia faza rozgrywek, Grupa – runda grupowa, 1r gr – pierwsza runda grupowa, 2r gr – druga runda grupowa, F – finał, R – runda, PO – play-off
- k. – rzuty karne, los. – losowanie, Dogr. – dogrywka, w. – zasada bramek strzelonych na wyjeździe

| Sezon     | Rozgrywki        | Runda      | Klub                 | Dom | Wyjazd | Ogólnie    |
| --------- | ---------------- | ---------- | -------------------- | --- | ------ | ---------- |
| 1961/1962 | Puchar Intertoto | Grupa A1   | Slovan Bratysława    | 1–1 | 1–8    | 3. miejsce |
| 1961/1962 | Puchar Intertoto | Grupa A1   | Wiener AC            | 2–0 | 1–4    | 3. miejsce |
| 1961/1962 | Puchar Intertoto | Grupa A1   | Vorwärts Berlin      | 2–1 | 1–2    | 3. miejsce |
| 1963/1964 | Puchar Intertoto | Grupa C4   | Hajduk Split         | 1–0 | 0–1    | 1. miejsce |
| 1963/1964 | Puchar Intertoto | Grupa C4   | FSV Zwickau          | 1–0 | 1–1    | 1. miejsce |
| 1963/1964 | Puchar Intertoto | Grupa C4   | SONP Kladno          | 4–0 | 1–1    | 1. miejsce |
| 1963/1964 | Puchar Intertoto | 1/8 finału | IFK Norrköping       | 3–2 | 2–0    | 5–2        |
| 1963/1964 | Puchar Intertoto | 1/4 finału | Slovan Bratysława    | 1–1 | 1–1    | 2–2, los.  |
| 1963/1964 | Puchar Intertoto | 1/2 finału | Polonia Bytom        | 0–0 | 1–2    | 1–2        |
| 1964/1965 | Puchar Intertoto | Grupa B4   | Spartak Plewen       | 1–0 | 1–1    | 3. miejsce |
| 1964/1965 | Puchar Intertoto | Grupa B4   | Tatran Preszów       | 0–2 | 1–1    | 3. miejsce |
| 1964/1965 | Puchar Intertoto | Grupa B4   | SC Karl-Marx-Stadt   | 1–2 | 2–0    | 3. miejsce |
| 1968      | Puchar Intertoto | Grupa B6   | Jednota Trencin      | 2–0 | 0–0    | 1. miejsce |
| 1968      | Puchar Intertoto | Grupa B6   | FC Magdeburg         | 1–0 | 2–0    | 1. miejsce |
| 1968      | Puchar Intertoto | Grupa B6   | Hvidovre IF          | 2–0 | 1–2    | 1. miejsce |
| 1969      | Puchar Intertoto | Grupa 9    | FC La Chaux-de-Fonds | 3–0 | 2–3    | 1. miejsce |
| 1969      | Puchar Intertoto | Grupa 9    | KSK Beveren          | 2–0 | 0–0    | 1. miejsce |
| 1969      | Puchar Intertoto | Grupa 9    | B 1913 Odense        | 2–0 | 2–1    | 1. miejsce |
| 1972      | Puchar Intertoto | Grupa 8    | Frem Kopenhaga       | 4–0 | 1–2    | 2. miejsce |
| 1972      | Puchar Intertoto | Grupa 8    | Rot-Weiß Oberhausen  | 4–3 | 0–1    | 2. miejsce |
| 1972      | Puchar Intertoto | Grupa 8    | VOEST Linz           | 2–0 | 0–2    | 2. miejsce |
| 1977/1978 | Puchar UEFA      | 1R         | FC Magdeburg         | 1–2 | 1–1    | 2–3        |

Dotychczas Odra rozegrała 44 mecze w europejskich pucharach. Bilans spotkań – z 21 zwycięstwami, 11 remisami i 12 porażkami. Największym sukcesem było dojście do półfinału Pucharu Intertoto 1963/1964 oraz start w Pucharze UEFA 1977/1978. Niebiesko-Czerwoni wygrali również grupę Pucharu Intertoto 1968 i 1969.
Najskuteczniejszym zawodnikiem w europejskich pucharach jest Engelbert Jarek (14 goli).
| Bilans Odry Opole w europejskich pucharach |            |        |         |        |
| Mecze                                      | Zwycięstwa | Remisy | Porażki | Bramki |
| 44                                         | 21         | 11     | 12      | 60:43  |

## Sukcesy
Piłka nożna
- 3. miejsce w ekstraklasie: 1964
- 3. miejsce w Pucharze Polski: 1962
- Półfinał Pucharu Polski: 1955, 1962, 1967, 1981, 2001
- Puchar Ligi: 1977
- Półfinał Pucharu Karla Rappana: 1964
- Mistrzostwo Polski juniorów: 1972
- Wicemistrzostwo Polski juniorów: 1968, 1976, 1981
- Start w Pucharze UEFA: 1977/1978
- Zdobywca Pucharu Redakcji „Sportu”: 1957

Podnoszenie ciężarów
- Drużynowe mistrzostwo Polski: 1976[42], 1977, 1978[43], 1980[44], 1988[45]
- Brązowy medal drużynowych mistrzostw Polski: 1984[46]

## Stadion
Stadion Opolski

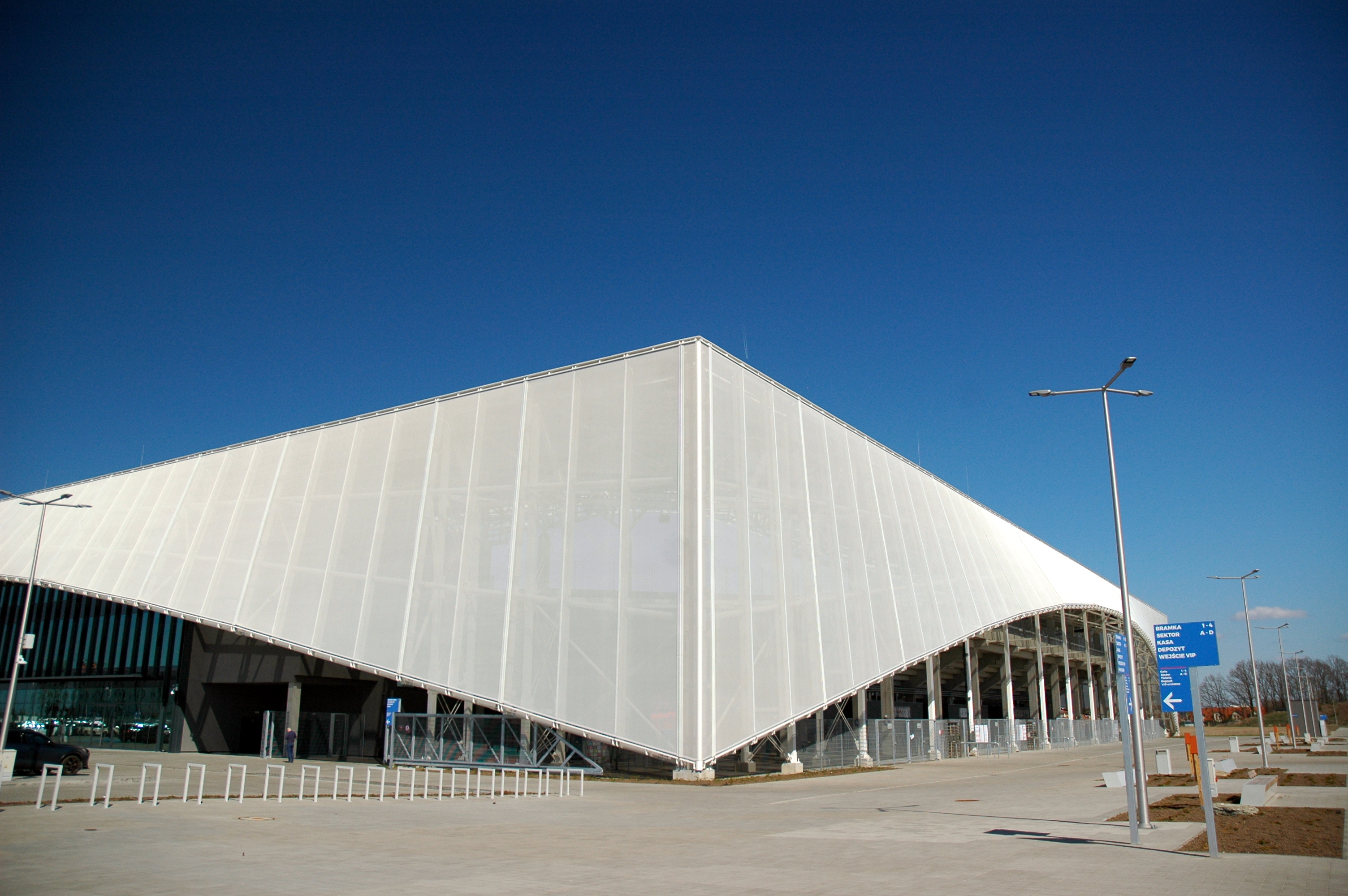
Widok od strony południowo-zachodniej

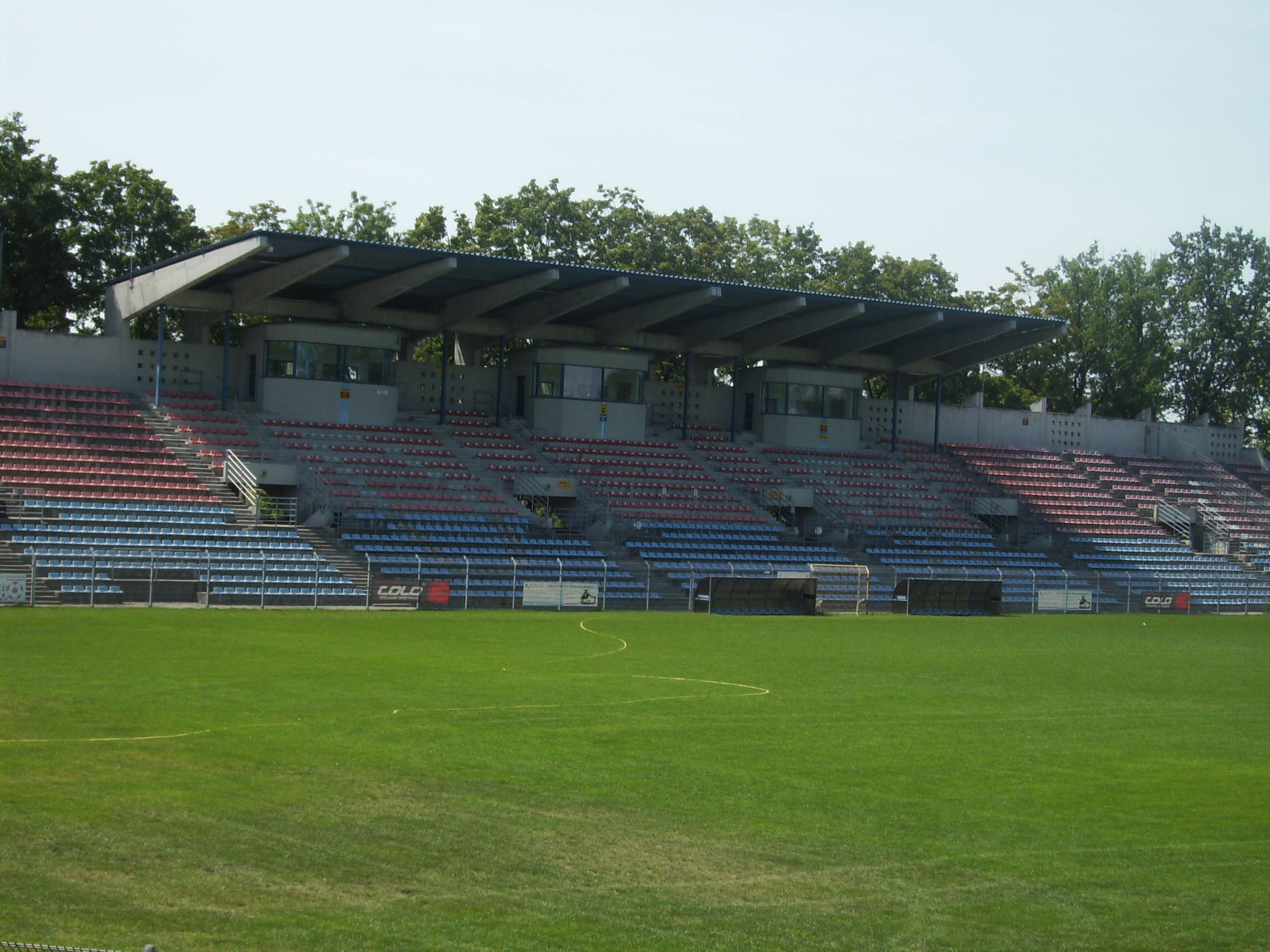
Dawny Stadion Miejski „Odra”

Plany budowy nowego stadionu piłkarskiego w Opolu pojawiły się przed mistrzostwami Europy 2012. Rozważano również rozbudowę Stadionu Miejskiego przy ul. Oleskiej. Na początku 2018 r. ogłoszono plan budowy nowego stadionu przy ul. Północnej, w sąsiedztwie Centrum Wystawienniczo-Kongresowego. W sierpniu tego roku w konkursie na koncepcję architektoniczną budowli, zwyciężył projekt, opracowany przez pracownię 90 Architekci we współpracy z biurem GMT. 13 grudnia 2024 oficjalnie zakończono budowę, przekazując obiekt miastu Opole. 
Inauguracja obiektu miała miejsce 21 marca 2025 podczas meczu towarzyskiego pomiędzy Odrą Opole a 1. FC Magdeburg.

## Kibice
Odrze Opole kibicują głównie ludzie mieszkający w województwie opolskim. Odra posiada fankluby w Brzegu, Dobrzeniu Wielkim, Głuchołazach, Gogolinie, Grodkowie, Kędzierzynie-Koźlu, Kluczborku, Kolonowskim, Krapkowicach, Lewinie Brzeskim, Łubnianach, Niemodlinie, Nysie, Oleśnie, Oławie, Ozimku, Prudniku, Strzelcach Opolskich, Skorogoszczu, Strzelinie, Turawie, Tułowicach, Tarnowie Opolskim, Zawadzkiem, Zdzieszowicach i Ziębicach.
Zgody
- Polonia Bytom
- Zagłębie Lubin

### Jedna Odra

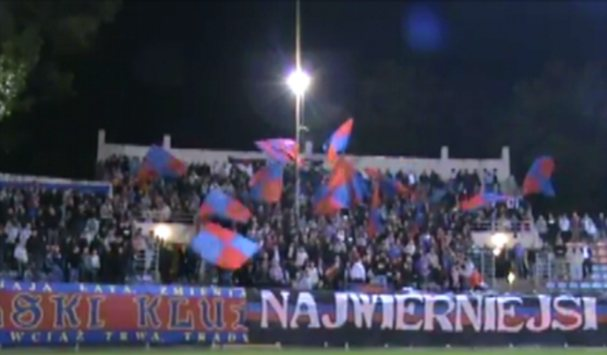
Kibice Odry na „Młynie”

Stowarzyszenie Sympatyków Odry Opole „Jedna Odra” – stowarzyszenie kibiców Odry Opole, powstałe w 2001 roku, zarejestrowane sądownie dnia 25 sierpnia 2010 roku. Jest oficjalnym reprezentantem kibiców Odry Opole oraz członkiem Ogólnopolskiego Związku Stowarzyszeń Kibiców. Zajmuje się popularyzacją Odry Opole, propagowaniem bezpiecznego uczestnictwa w meczach Odry Opole wśród młodzieży szkolnej, organizacją ruchu kibicowskiego, konsultacje oraz porady marketingowe z władzami Klubu Odra Opole oraz promowanie postaw patriotycznych wśród kibiców Odry Opole i mieszkańców Opolszczyzny. Pierwszym prezesem Stowarzyszenia „Jedna Odra” był Tomasz Szymański, obecnie prezesem jest Albert Ogiolda. Członkowie stowarzyszenia biorą udział w różnych obchodach rocznicowych i akcjach charytatywnych m.in. Marsz Niepodległości, Narodowy Dzień Pamięci „Żołnierzy Wyklętych”, Międzynarodowy Turniej Kibiców Odry Opole z okazji 65-lecia istnienia klubu (19 czerwca 2010), złożenie kwiatów pod pomnikiem podziemia antykomunistycznego w 65. rocznicę założenia WiN-u (2 września 2010), akcje: „Stadion dla Opolszczyzny” (wrzesień 2010), „Niebiesko-czerwony Mikołaj” (5 grudnia 2010), „Niebiesko-czerwone serce” – zbiórka krwi kibiców Odry Opole (od 2010 roku).

### Informacje ogólne
- Pełna nazwa: Stowarzyszenie Sympatyków Odry Opole „Jedna Odra”
- Data założenia: 2010
- Adres: ul. Oleska 51, 45-222 Opole
- Numer KRS: 000363788
- Prezes: Albert Ogiolda

## Rekordy i statystyki

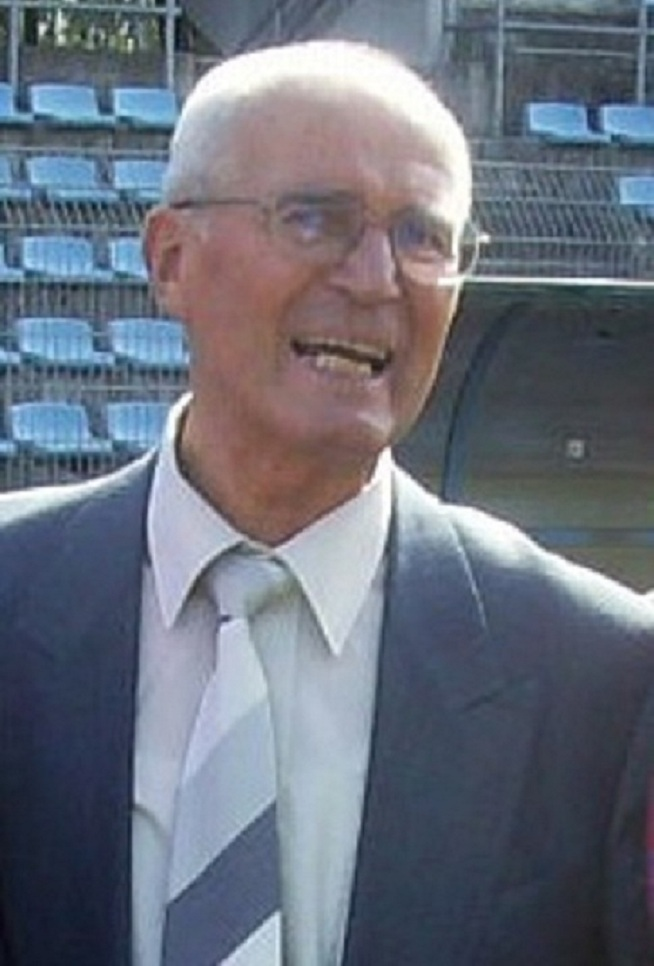
Engelbert Jarek, najlepszy strzelec w historii klubu

### Statystyki klubowe
- Liczba sezonów w Ekstraklasie: 22 (1953, 1956–1958, 1960–1966, 1967–1970, 1971–1974, 1976–1981)[2]
- Pierwszy mecz w Ekstraklasie: 15.03.1953 Budowlani Opole – Gwardia Warszawa 1:2 (0:0)[2]
- Pierwszy zdobyty punkt w Ekstraklasie: 19.04.1953 Budowlani Opole – Górnik Radlin 1:1 (1:1)[2]
- Pierwsze zwycięstwo w Ekstraklasie: 07.06.1953 Budowlani Opole – Legia Warszawa 3:2 (2:1)[2]
- Najwyższe zwycięstwo w Ekstraklasie: 03.09.1961 Odra Opole – Lechia Gdańsk 9:2 (5:0)[2]
- Najwyższa porażka w Ekstraklasie: 19.08.1964 Polonia Bytom – Odra Opole 7:0 (5:0)[2]
- Najdłuższa seria zwycięstw w Ekstraklasie: 7 (1979)[2]
- Najdłuższa seria remisów w Ekstraklasie: 5 (1961)[2]
- Najdłuższa seria porażek w Ekstraklasie: 4 (1966, 1969, 1973, 1977)[49][50][51][52]
- Najwyższe zwycięstwo w historii: Mecz III ligi, Odra Opole – WKS Wieluń 13:0 (5:0)[2]
- Najczęstszy rywal w Ekstraklasie:
  - Legia Warszawa – 42 mecze (1953, 1956–1958, 1960–1966, 1967–1970, 1971–1974 i 1976–1981)[53]
  - Ruch Chorzów – 42 mecze (1953, 1956–1958, 1960–1964, 1965–1966, 1967–1970, 1971–1974 i 1976–1981)[54]
  - Wisła Kraków – 42 mecze (1953, 1956–1958, 1960–1966, 1967–1970, 1971–1974 i 1976–1981)[55]
  - Zagłębie Sosnowiec – 42 mecze (1956–1958, 1960–1966, 1967–1970, 1971–1974 i 1976–1981)[56]
- Jubileuszowe mecze w Ekstraklasie:[48]
  - 1. mecz – 15.03.1953: Budowlani Opole – Gwardia Warszawa 1:2
  - 100. mecz – 18.06.1960: Odra Opole – Pogoń Szczecin 5:1 (2:1)
  - 200. mecz – 03.04.1964: Unia Racibórz – Odra Opole 3:1
  - 300. mecz – 11.05.1969: Odra Opole – Szombierki Bytom 2:0
  - 400. mecz – 10.08.1974: Legia Warszawa – Odra Opole 1:1 (1:1)
  - 500. mecz – 19.05.1978: Odra Opole – Zagłębie Sosnowiec 2:0
- Jubileuszowe gole w Ekstraklasie:[48]
  - 1. bramka – 15.03.1953 – Augustyn Poćwa (Budowlani Opole – Gwardia Warszawa 1:2)
  - 100. bramka – 27.07.1958 – Jan Frasek (Budowlani Opole – Górnik Zabrze 1:1)
  - 200. bramka – 15.10.1961 – Norbert Gajda (Odra Opole – Legia Warszawa 2:1)
  - 300. bramka – 19.09.1964 – Zbigniew Bania (Odra Opole – ŁKS Łódź 2:1)
  - 400. bramka – 22.03.1970 – Manfred Urbas (Stal Rzeszów – Odra Opole 6:1)
  - 500. bramka – 07.11.1976 – Roman Wójcicki (Odra Opole – Stal Mielec 2:3)
  - 600. bramka – 01.08.1979 – Mirosław Misiowiec (Odra Opole – Polonia Bytom 2:0)

### Rekordy indywidualne
| Najlepsi strzelcy Odry w Ekstraklasie | Najlepsi strzelcy Odry w Ekstraklasie | Najlepsi strzelcy Odry w Ekstraklasie |
| Lp.                                   | Zawodnik                              | Bramki                                |
| ------------------------------------- | ------------------------------------- | ------------------------------------- |
| 1.                                    | Engelbert Jarek                       | 94                                    |
| 2.                                    | Norbert Gajda                         | 56                                    |
| 3.                                    | Wojciech Tyc                          | 46                                    |
| 4.                                    | Józef Klose                           | 40                                    |
| 5.                                    | Zbigniew Bania                        | 29                                    |
| 6.                                    | Alfred Bolcek                         | 26                                    |
| 7.                                    | Antoni Kot                            | 20                                    |
| 8.                                    | Manfred Urbas                         | 19                                    |
| 9.                                    | Wilhelm Spałek                        | 17                                    |
| 10.                                   | Adam Bonia                            | 16                                    |
| 10.                                   | Wiesław Korek                         | 16                                    |
| 12.                                   | Franciszek Klik                       | 15                                    |
| 12.                                   | Karol Kot                             | 15                                    |
| 12.                                   | Stanisław Mielniczek                  | 15                                    |
| 15.                                   | Egon Piechaczek                       | 14                                    |
| 15.                                   | Hubert Poplutz                        | 14                                    |
| 17.                                   | Jan Małkiewicz                        | 13                                    |
| 18.                                   | Andrzej Przenniak                     | 12                                    |
| 19.                                   | Franciszek Stemplowski                | 10                                    |

| Najlepsi strzelcy Odry w europejskich pucharach | Najlepsi strzelcy Odry w europejskich pucharach | Najlepsi strzelcy Odry w europejskich pucharach |
| Lp.                                             | Zawodnik                                        | Bramki                                          |
| ----------------------------------------------- | ----------------------------------------------- | ----------------------------------------------- |
| 1.                                              | Engelbert Jarek                                 | 14                                              |
| 2.                                              | Norbert Gajda                                   | 6                                               |
| 3.                                              | Manfred Urbas                                   | 5                                               |
| 3.                                              | Ernest Powieczko                                | 5                                               |
| 5.                                              | Zenon Żaczyński                                 | 3                                               |
| 5.                                              | Antoni Kot                                      | 3                                               |
| 5.                                              | Karol Kot                                       | 3                                               |
| 8.                                              | Henryk Szczepański                              | 2                                               |
| 8.                                              | Adam Bonia                                      | 2                                               |
| 8.                                              | Manfred Koprek                                  | 2                                               |
| 8.                                              | Wojciech Tyc                                    | 2                                               |
| 8.                                              | Józef Klose                                     | 2                                               |
| 13.                                             | Franciszek Stemplowski                          | 1                                               |
| 13.                                             | Egon Piechaczek                                 | 1                                               |
| 13.                                             | Stanisław Juszczak                              | 1                                               |
| 13.                                             | Zygmunt Droździok                               | 1                                               |
| 13.                                             | Józef Zwierzyna                                 | 1                                               |
| 13.                                             | Bogdan Harańczyk                                | 1                                               |
| 13.                                             | Krystian Koźniewski                             | 1                                               |

## Zawodnicy

### Piłkarze Odry w reprezentacji Polski
W reprezentacji Polski grało 14 zawodników w barwach Odry Opole, którzy łącznie wystąpili w 105 meczach reprezentacji.
| Piłkarz              | Mecze/gole | Sukcesy                                                        |
| -------------------- | ---------- | -------------------------------------------------------------- |
| Engelbert Jarek      | 3/1        | Uczestnik igrzysk olimpijskich 1960                            |
| Bernard Blaut        | 1/0        |                                                                |
| Henryk Szczepański   | 28/0       |                                                                |
| Norbert Gajda        | 7/2        |                                                                |
| Konrad Kornek        | 15/0       |                                                                |
| Henryk Brejza        | 9/0        |                                                                |
| Antoni Kot           | 1/0        |                                                                |
| Zbigniew Gut         | 11/0       | Mistrz olimpijski 1972, 3.miejsce na mistrzostwach świata 1974 |
| Bohdan Masztaler     | 10/0       |                                                                |
| Wojciech Tyc         | 1/0        |                                                                |
| Zbigniew Kwaśniewski | 2/0        |                                                                |
| Roman Wójcicki       | 11/0       | Uczestnik mistrzostw świata 1978                               |
| Józef Młynarczyk     | 5/0        |                                                                |
| Józef Adamiec        | 1/0        |                                                                |

### Obecny skład
Stan na 16 kwietnia 2025 roku.
| Nr | Poz. | Piłkarz          |
| -- | ---- | ---------------- |
| 2  | OB   | Piotr Żemło      |
| 3  | OB   | Jiri Piroch      |
| 4  | OB   | Adam Chrzanowski |
| 5  | PO   | Rafał Niziołek   |
| 6  | OB   | Jakub Pochcioł   |
| 7  | PO   | Adrian Łyszczarz |
| 9  | NA   | Edvin Muratović  |
| 11 | NA   | Dawid Czapliński |
| 13 | PO   | Adrian Purzycki  |
| 16 | NA   | Dawid Wolny      |
| 17 | OB   | Jakub Bartosz    |
| 18 | PO   | Szymon Mida      |
| 20 | PO   | Oskar Zawada     |

| Nr | Poz. | Piłkarz                    |
| -- | ---- | -------------------------- |
| 22 | OB   | Mateusz Spychała           |
| 23 | BR   | Adam Wójcik                |
| 24 | OB   | Jakub Szrek                |
| 25 | PO   | Mateusz Czyżycki           |
| 27 | OB   | Mateusz Kamiński (kapitan) |
| 30 | BR   | Artur Haluch               |
| 31 | BR   | Mateusz Abramowicz         |
| 33 | PO   | Michał Osipiak             |
| 40 | PO   | Damian Tront               |
| 41 | PO   | Tomas Prikryl              |
| 47 | OB   | Wojciech Błyszko           |
| 70 | NA   | Szymon Kobusiński          |
| 77 | OB   | Szymon Szkliński           |
| 88 | BR   | Jan Drużbicki              |
| 90 | PO   | Daniel Dudziński           |
| 94 | PO   | Konrad Nowak               |
| 95 | NA   | Marcel Mansfeld            |
| 98 | NA   | Din Sula                   |

### Sztab szkoleniowy
- Trener:  Jarosław Skrobacz
- Asystent:  Tomasz Copik
- Trener bramkarzy:  Marcin Feć
- Trener przygotowania fizycznego:  Grzegorz Maroński
- Trener przygotowania fizycznego:  Damian Matysiok
- Trener analityk:  Andrzej Gomołysek
- Trener mentalny:  Ewa Stellmach
- Lekarz:  Bartosz Wójciak
- Fizjoterapeuta:  Szymon Bakalarczyk
- Fizjoterapeuta:  Przemysław Noga
- Kierownik drużyny:  Łukasz Babik

## Trenerzy

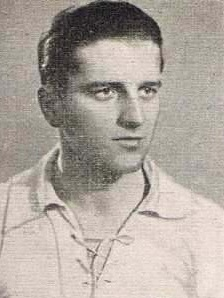
Michał Matyas – trener klubu w 1961

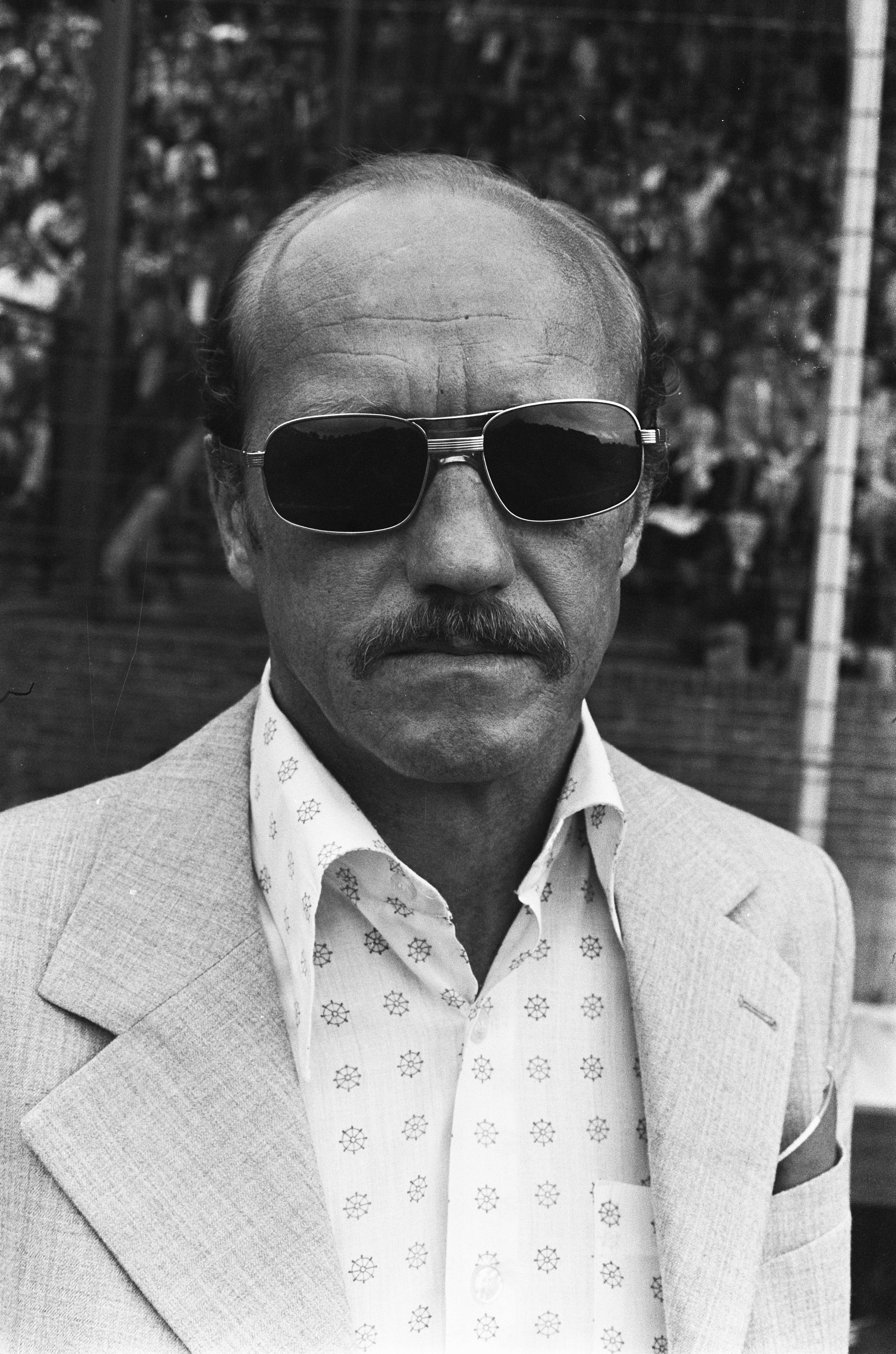
Antoni Brzeżańczyk – trener klubu w latach 1965–1966, 1968-69

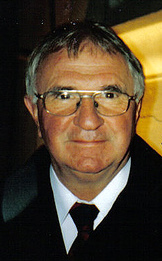
Antoni Piechniczek – trener klubu w latach 1975–1979

- 1948–1950:  Juliusz Marian Mariański
- 1951–1953:  Mieczysław Bieniek
- 1953–1954:  Czesław Bartolik
- 1954–1955:  Edward Drabiński
- 1955–1956:  Mieczysław Bieniek
- 1956–1957:  Edward Pytlik
- 1957–1961:  Teodor Wieczorek
- 1961:  Michał Matyas
- 1962:  Edward Brzozowski
- 1962–1964:  Artur Woźniak
- 1964–1965:  Hubert Skolik
- 1965–1966:  Antoni Brzeżańczyk
- 1966–1967:  Tadeusz Foryś
- 1967–1968:  Ryszard Wrzos
- 1968–1969:  Antoni Brzeżańczyk
- 1969:  Teodor Wieczorek
- 1969–1973:  Engelbert Jarek
- 1973:  Wiesław Łucyszyn
- 1973:  Tadeusz Foryś
- 1973–1974:  Engelbert Jarek
- 1974:  Jerzy Wrzos
- 1974–1975:  Engelbert Jarek
- 1975–1979:  Antoni Piechniczek
- 1979–1980:  Józef Zwierzyna
- 1980:  Josef Stanko
- 1981:  Grzegorz Polakow
- 1981–1982:  Wiesław Łucyszyn
- 1982–1983:  Zdzisław Drożdzyński
- 1983–1984:  Stanisław Świerk
- 1984–1985:  Ireneusz Browarski i  Antoni Kot
- Alfons Kania
- Eugeniusz Różański
- Zenon Trzonkowski
- 1986–1987:  Antoni Kot i  Andrzej Krupa
- 1988–1991:  /  Wojciech Tyc
- Ireneusz Browarski
- Wiesław Łucyszyn
- Leszek Stykała
- 1996–1997:  Zygfryd Blaut
- 1997:  Józef Trepka
- 1998:  Wiesław Łucyszyn
- 1998–1999:  Andrzej Krupa
- 1999:  Albin Mikulski
- 1999:  Marek Chojnacki
- 1999–2000:  Bogusław Baniak
- 2000:  Marian Geszke
- 2000–2001:  Franciszek Krótki
- 2001:  Marcin Bochynek
- 2001:  Marian Kurowski
- 2002:  Krzysztof Job
- 2002:  Romuald Szukiełowicz
- 2002–2004:  Dariusz Kaniuka
- 2004:  Franciszek Krótki
- 2004–2005:  Zygfryd Blaut
- 2005:  Ireneusz Haras
- 2005–2006:  Miroslav Copjak
- 2006:  Andrzej Prawda
- 2006–2007:  Witold Mroziewski
- 2007–2008:  Andrzej Prawda
- 2008:  Rob Delahaije
- 2008:  Andrzej Prawda
- 2009:  Piotr Rzepka
- 2009–2010:  Andrzej Polak
- 2010–2011:  Dariusz Kaniuka
- 2011–2012:  Wojciech Mielnik
- 2012:  Andrzej Polak
- 2012:  Wojciech Mielnik
- 2012–2013:  Dariusz Żuraw
- 2013:  Tomasz Piwowarczyk i  Paweł Walaszczyk
- 2013–2014:  Petr Němec
- 2014–2016:  Zbigniew Smółka
- 2016–2017:  Jan Furlepa
- 2017–2018:  Mirosław Smyła
- 2018:  Piotr Plewnia
- 2018–2019:  Mariusz Rumak
- 2019:  Piotr Plewnia
- 2020–2021:  Dietmar Brehmer
- 2021–2022:  Piotr Plewnia
- 2022–2024:  Adam Nocoń
- 2024:  Radosław Sobolewski
- 2024–:  Jarosław Skrobacz

## Prezesi
- Leonard Olejnik
- Franciszek Łańcucki
- Antoni Goljan
- Witold Sobolewski
- Roman Pillardy
- Feliks Gruchała
- Zbigniew Karasiński
- Zdzisław Holiński
- Zygmunt Siedlecki
- Mieczysław Juszczyk
- Tadeusz Tarczyński
- Kazimierz Adamus
- Marian Bender
- 1993–1995:  Witold Majerski
- 1995:  Tadeusz Jarmuziewicz
- 1996–1998:  Bruno Tomaszek
- Mariusz Karpiński
- 1999:  Ryszard Raczkowski
- 1999–2002:  Ryszard Niedziela
- 2001:  Mariusz Górniak
- 2002:  Andrzej Mazurek
- 2002–2003:  Arkadiusz Karbowiak
- 2003–2006:  Janusz Wysocki
- 2006–2008:  Guido Vreuls
- 2008–2009:  Andrzej Dusiński
- 2009–2011:  Mariusz Gnoiński[58]
- 2011–2013:  Krystian Golec[59]
- 2013–2016:  Janusz Wysocki
- 2016–2017: vacat
- 2017–2019:  Karol Wójcik
- od 2019:  Tomasz Lisiński[60]